# 1838 en Bretagne
 Chronologie de la Bretagne
- 1834
- 1835
- 1836
- 1837
- 1838
- 1839
- 1840
- 1841
- 1842

Cette page recense des événements qui se sont produits durant l'année 1838 en Bretagne.

## Société

### Naissance

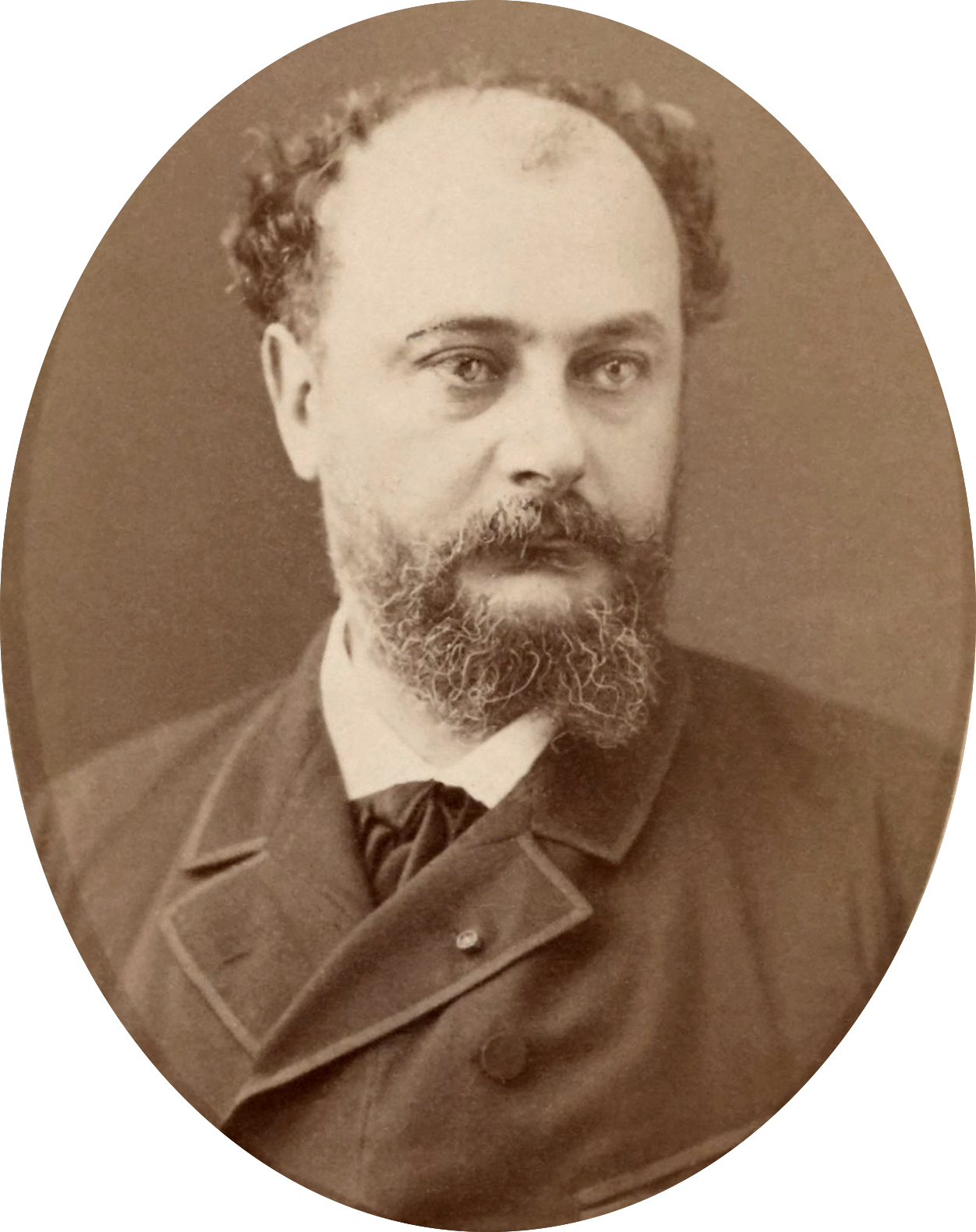
Ernest Camescasse

- 3 février à Brest : Jean-Charles Chevilotte, mort le 6 mai 1914 à Monte-Carlo, armateur et homme politique (député du Finistère entre 1885 et 1889) français. Il a développé les lignes commerciales maritimes à partir de Brest. Catholique fervent, il est aussi à l'origine de la création des « écoles libres » (écoles privées catholiques) et de l'école d'agriculture du Nivot à Lopérec (Finistère).

- 23 septembre à Brest : Jean-Louis-Ernest Camescasse,  mort le 8 juin 1897 à Paris,  haut fonctionnaire et homme politique français.